# سعادت‌آباد (آباده)
سعادت‌آباد (آباده)، روستایی از توابع بخش مرکزی شهرستان آباده در استان فارس ایران است.

## جمعیت
این روستا در دهستان بیدک قرار دارد و بر اساس سرشماری مرکز آمار ایران در سال ۱۳۸۵، جمعیت آن ۱۹ نفر (۶ خانوار) بوده‌است.